# 大眾捷運法
《大眾捷運法》頒定公佈於1988年7月1日，是中华民国為响应都市捷運所制定的法律。此法與台灣約百萬捷運（中国大陆称捷运为“地铁”）使用者相關，舉凡捷運系統之規劃、建設、營運、監督及安全均依該法規定。各級行政機關與立法機關根據此法訂定許多子法，例如臺北市政府訂定的《臺北市政府處理違反大眾捷運法第五十條及第五十條之一裁罰基準》。

## 沿革
《大眾捷運法》訂定後，直至1996年3月台灣第一條捷運才實際通車，翌年亦針對臺北捷運實際運用，並為了行政法適法性於5月增訂該法之50、51、52條罰則；之後亦陸續針對高雄捷運、臺中捷運、臺南捷運、桃園捷運、新竹捷運等臺灣各都會區大眾捷運系統之規劃工作，增修各條文。
2013年6月，因應將引進輕軌系統，採用非完全獨立路權（引進B、C型路權），修正公布相關條文。

## 結構與內涵
沿革增修後的大眾捷運法共有總則、規劃、建設、營運、監督、安全、罰則及附則共8章計54條。在規劃章節上，著重提案審核及程序的權責。在建設章節上，則制定中央政府、地方政府自治區分，民間參與的獎勵等。而在後續的營運監督，安全及罰則上，則著重管理行政規範。

## 罰則
《大眾捷運法》影響乘客至鉅的莫過於依法衍生的罰則：以罰款為主的該罰則，包含了攀登、跳車、攀附隨行、妨礙車門及月台門開關、違章進入路線、妨害執行職務、募捐、散發或張貼宣傳品、銷售物品、攜帶寵物、嚼食口香糖或檳榔、隨地吐痰、吐檳榔汁、吐檳榔渣、拋棄紙屑、拋棄煙蒂等。除了嚴重影響列車運行的最高新臺幣五萬元罰款外，非危及行車安全之罰則，通常視嚴重性施以新台幣1500元－7500元額度施罰。
不過即使有其罰則，仍有頻繁的違法行為。例如2006年整年，於台北市內捷運站或車廂內嚼食口香糖者並經告發勸導者，達13274人次，而總違反捷運法則者更達18000人次以上。2010年9月23日更發生了首宗民眾因阻擋車門關閉而被開罰的事件。
2008年3月，台灣南部之高雄捷運開通；同年4月7日，高雄捷運相關單位嚴格執行《大眾捷運法》相關罰則。

## 相關法律
- 鐵路法 (中華民國)
- 大眾捷運系統土地開發辦法
- 大眾捷運系統工程使用土地上空或地下處理及審核辦法
- 大眾捷運系統兩側禁建限建辦法
- 公營大眾捷運股份有限公司設置管理條例